# Jacquemontia lasioclados
Jacquemontia lasioclados är en vindeväxtart som först beskrevs av Jacques Denys Denis Choisy, och fick sitt nu gällande namn av O'donell. Jacquemontia lasioclados ingår i släktet Jacquemontia och familjen vindeväxter. Inga underarter finns listade i Catalogue of Life.